# Tummel Bridge
Die Tummel Bridge ist eine Straßenbrücke nahe dem Loch Tummel in der schottischen Council Area Perth and Kinross. 1971 wurde die Brücke in die schottischen Denkmallisten in der höchsten Denkmalkategorie A aufgenommen.

## Beschreibung
Der Mauerwerksviadukt wurde als Teil einer Militärstraße durch Feldmarschall George Wade veranlasst und um 1743 fertiggestellt. Später führte die Brücke die B846 über den Tummel, die heute einen nebenliegenden Neubau nutzt.
Das Bruchsteinbauwerk überspannt den River Tummel nahe dem Wasserkraftwerk Tummel mit zwei ungleichen Segmentbögen, von denen der nördliche deutlich kleiner dimensioniert ist. Der stromaufwärts gerichtete, spitze Eisbrecher am Brückenpfeiler ist äußerst lang ausgeführt.